# Opuntia huajuapensis
Opuntia huajuapensis (nopal chino) es una especie endémica de nopal perteneciente a la familia Cactaceae que se distribuye en Oaxaca, Puebla y Tlaxcala en México. La palabra huahuapensis es una latinización que significa «que habita Huajuapan».

## Descripción
De crecimiento arbustivo y en algunas ocasiones arborescente, llega a tener hasta 2 m de altura, su tallo está compuesto de cladodios de 17 a 36 cm de largo y 17 a 28 cm de ancho, y sus areolas de 2 a 4 mm de largo y distantes entre sí de 2 a 3 cm, gloquidios abundantes de 3 a 6 mm de largo, espinas subuladas, ascendentes a reflexas, de color amarillo claro a oscuro, sin vainas. Sus flores verde claro a amarillas, anaranjadas en la mitad superior con una franja rojiza. Alcanzan una longitud de 4 a 6 cm. El fruto de 2 a 4,3 cm de largo, globoso y de coloración verde clara, amarilla o parcialmente rojiza. Las semillas de 3 a 4 mm de largo y cerca de 2.2 mm de ancho. La floración ocurre entre los meses de febrero y mayo, mientras que la fructificación se da de mayo a agosto.
Es usada por la población local como planta ornamental y para evitar la erosión del suelo.

## Distribución
Endémica del territorio mexicano en los estados de Oaxaca, Puebla y Tlaxcala.

## Hábitat
Habita bosques de encinos (Quercus) y matorrales xerófilos, en elevaciones de 2000 a 2700 m s. n. m.

## Estado de conservación
No se conocen amenazas para las poblaciones de nopal chino. Es una especie abundante, puede reproducirse vegetativamente por lo que se propaga rápidamente.